# Musée archéologique de Sousse
Le musée archéologique de Sousse est un musée tunisien situé dans la ville de Sousse, l'ancienne Hadrumète, depuis 1951. Il possède la plus grande collection de mosaïques de Tunisie après celle du musée national du Bardo.

## Historique
Le musée archéologique de Sousse est fondé en 1951 et occupe une partie de l'ancienne kasbah de Sousse construite à partir du IXe siècle. Situé sur l'actuelle avenue du maréchal Tito, il remplace une structure plus petite qui existait dans la ville européenne.

## Collections
Il comprend une importante collection de mosaïques romaines couvrant une période allant du IIe siècle au IVe siècle ainsi que des objets — figurines en terre cuite, stèles, ex-votos, poteries, mobilier funéraire, etc. — provenant des fouilles archéologiques opérées sur les sites antiques de la région du Sahel tunisien, principalement les anciennes cités d'Hadrumète (Sousse surtout au niveau de ses catacombes), de Thysdrus (actuelle El Jem) et Salakta.
Parmi les plus belles mosaïques du musée figurent une tête de Méduse, pièce du IIe siècle représentant cet être mythologique avec un décor d'écailles rayonnantes rappelant le pouvoir hypnotique de Méduse, le Triomphe de Bacchus, peut-être la plus belle pièce du musée, où l'on voit le dieu romain du vin sur un char entouré de la Victoire et d'une bacchante, ou encore Zeus qui enlève Ganymède sous l'apparence d'un aigle. La mosaïque de Magerius est également un document intéressant sur la manière dont se déroulaient les combats entre venatores et animaux sauvages.
Le musée conserve un baptistère découvert à Bekalta et daté du VIe siècle.

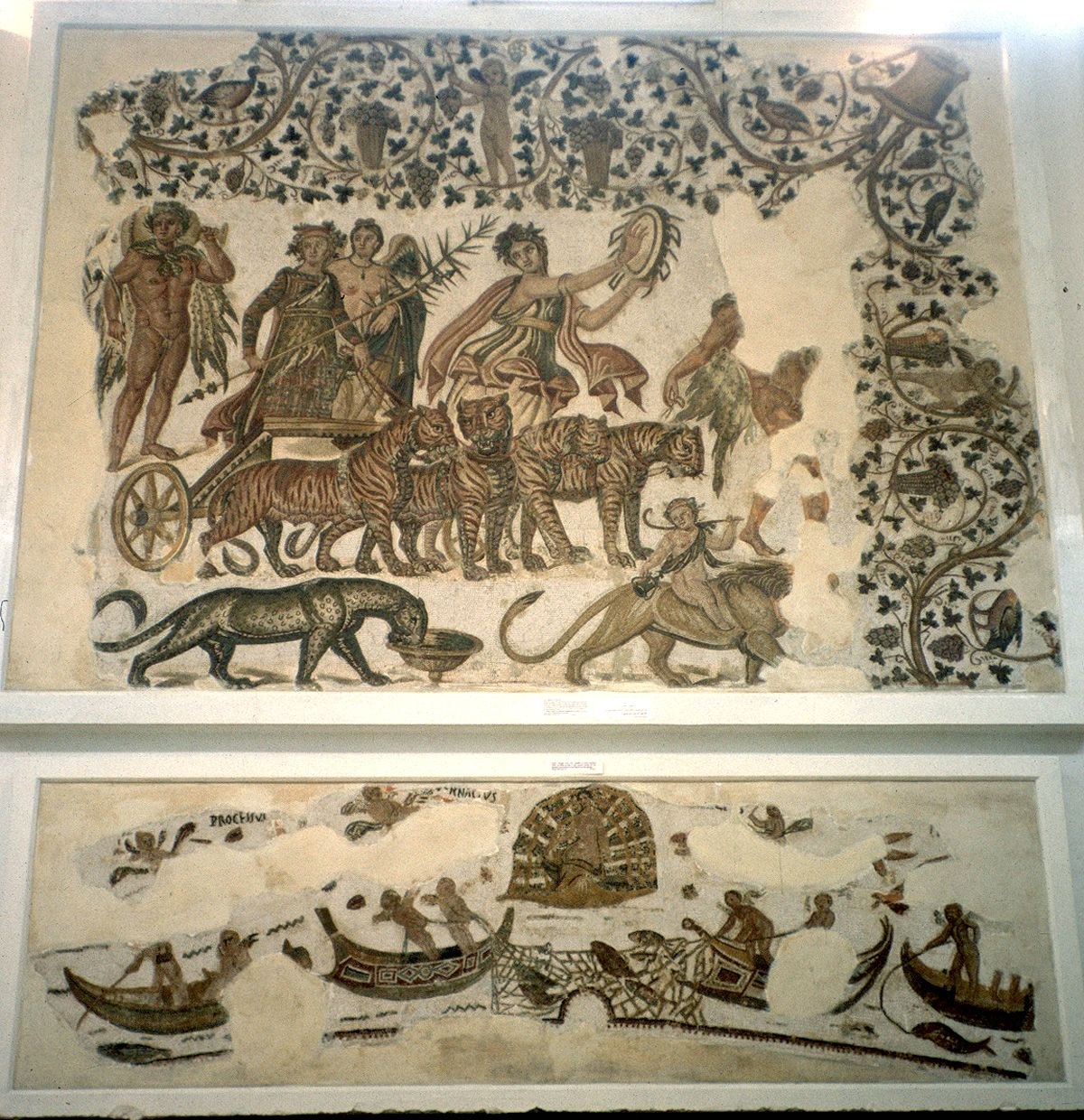
Triomphe de Bacchus.
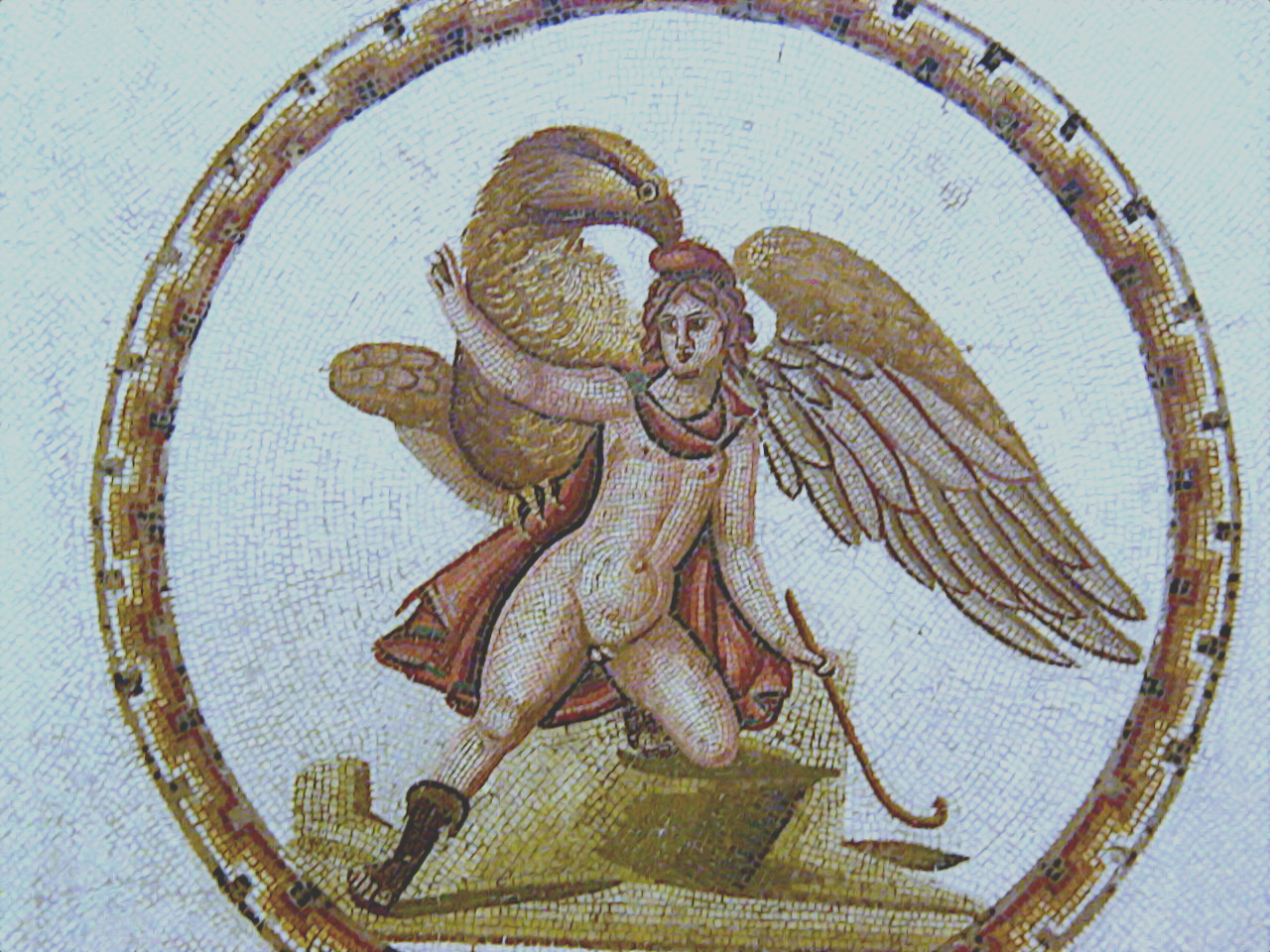
Zeus enlevant Ganymède.
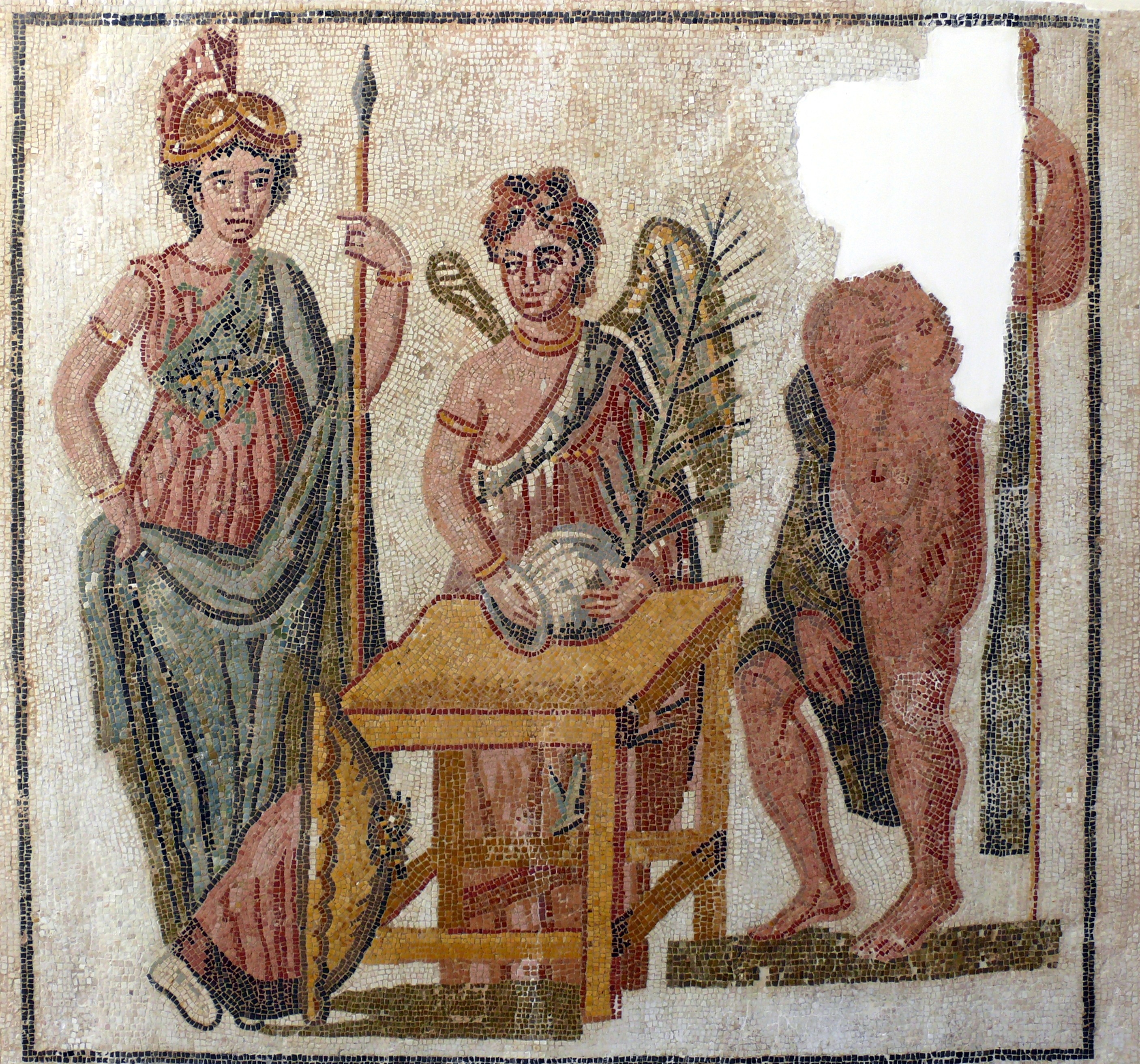
Mosaïque de la légende de l'Attique.
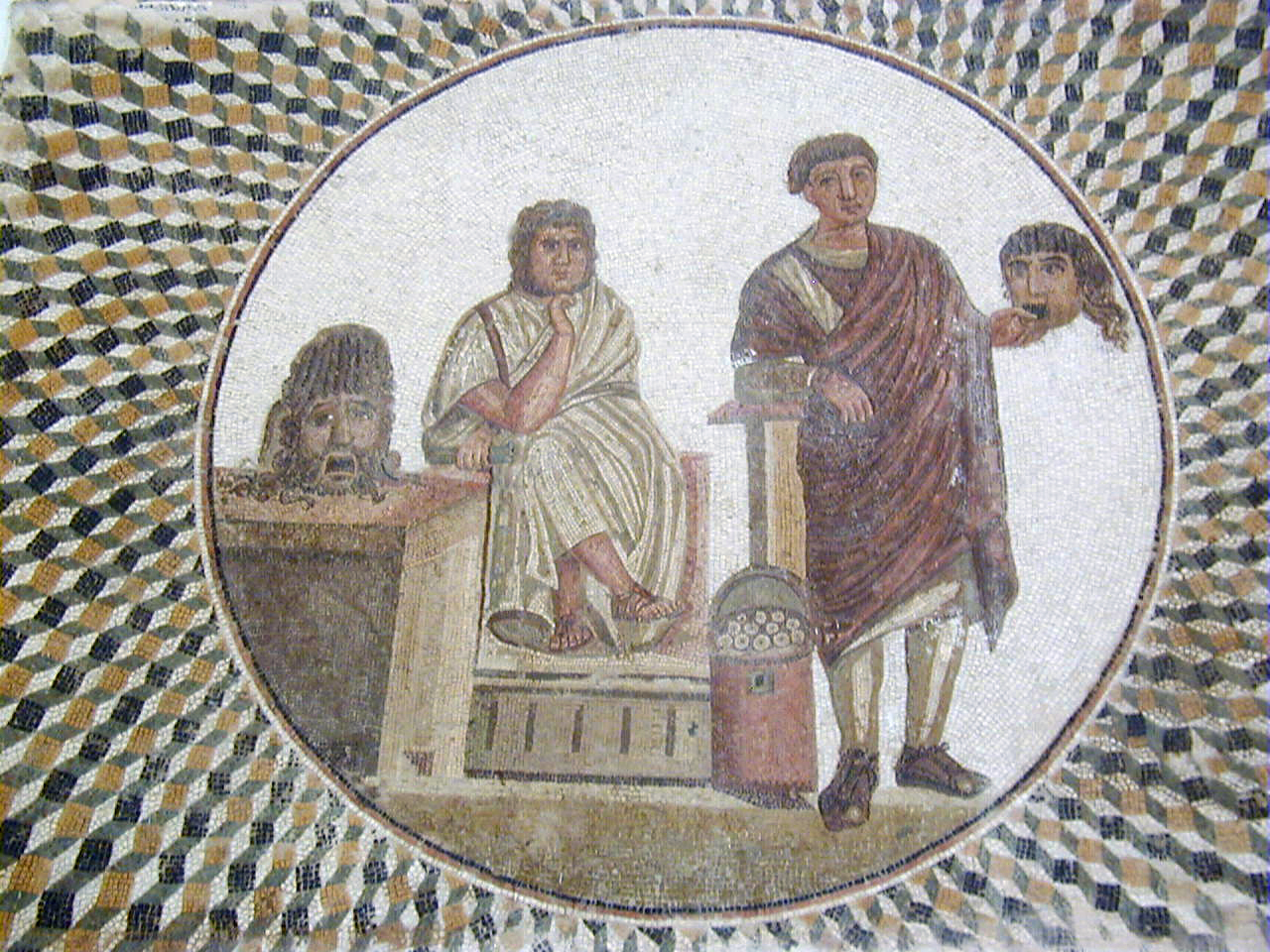
Masques de théâtre.
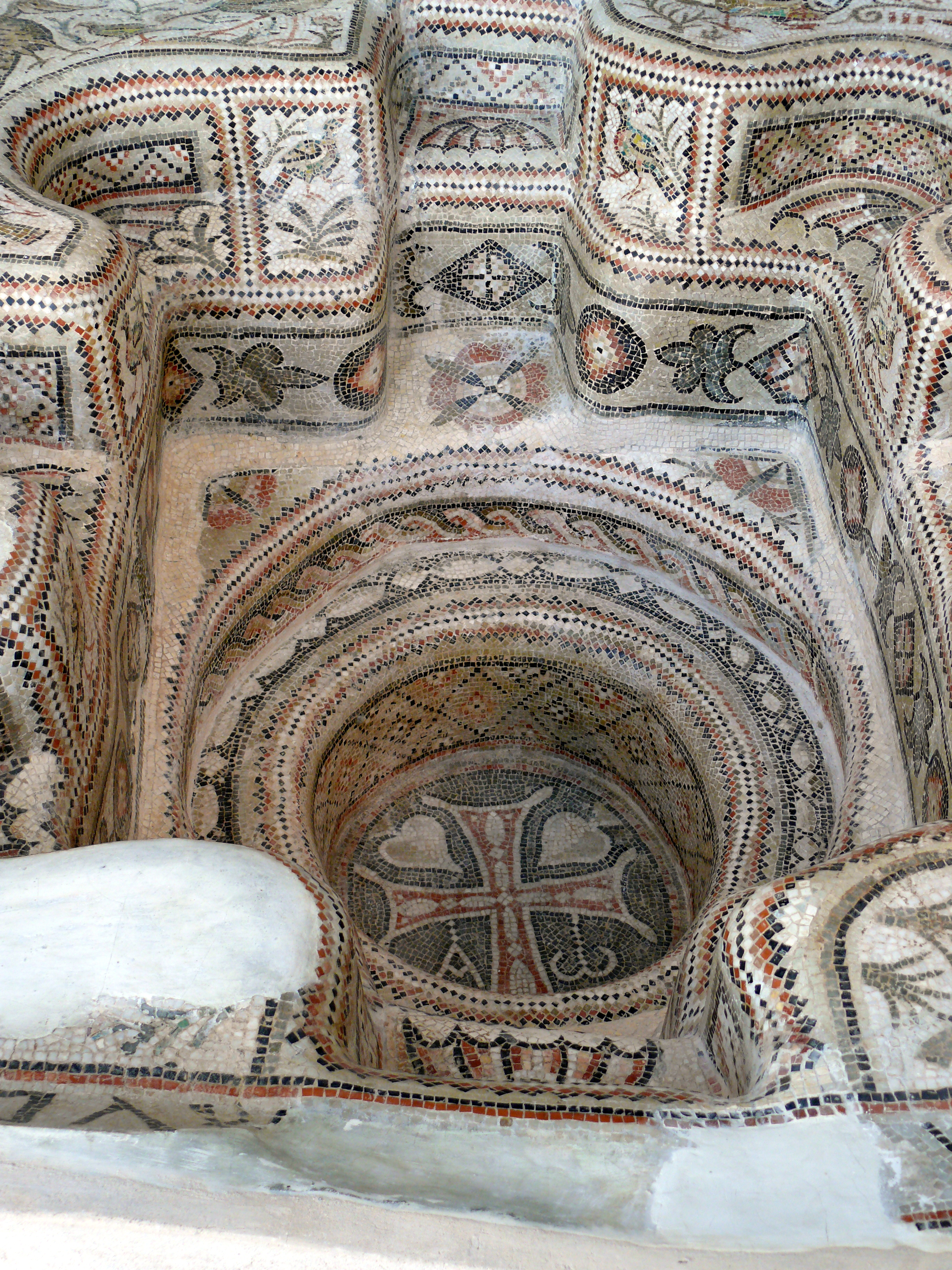
Font baptismal d'époque byzantine (VIe siècle).

Le musée est en temps ordinaire ouvert tous les jours sauf lundi de 9 à 12 heures et de 15 à 19 heures. Il est fermé pour cause de vaste restructuration jusqu'au 9 juin 2012 ; celle-ci visait un redéploiement des collections et la constitution d'espaces pédagogiques ainsi que de lieux d'expositions temporaires.